# Meessiidae
De Meessiidae zijn een familie van vlinders uit de superfamilie van de Tineoidea. Deze familie werd tot 2013 beschouwd als een onderfamilie van de Tineidae (Meessiinae). Van een aantal geslachten die tot deze onderfamilie behoorden is het onduidelijk of ze tot de Meessiidae moeten gaan behoren.

## Geslachten
- Agnathosia Amsel, 1954
- Bathroxena Meyrick, 1919
  - = Pelates Dietz, 1905
- Cataxipha Gozmany, 1965
- Catazetema Gozmány, 1976
- Contralissa Gozmany & Vari, 1973
- Ecpeptamena Gozmany, 1968
- Emblematodes Meyrick, 1914
- Endeixis Gozmány, 1976
- Eudarcia Clemens, 1880
  - = Meessia Hofmann, 1898
  - = Demobrotis Meyrick, 1893
  - = Leptochersa Meyrick, 1919
  - = Protodarcia Forbes, 1931
  - = Obesoceras Petersen, 1957
  - = Neomeessia Petersen, 1968
  - = Brachys Zagulajev, 1979
  - = Nigris Zagulajev, 1979
  - = Gallis Zagulajev, 1979
  - = Colchiromis Zagulajev, 1979
  - = Abchagleris Zagulajev, 1979
  - = Haugresis Zagulajev, 1979
  - = Zagulyaevella Kocak, 1981
  - = Pseudobesoceras Gaedike, 1985
- Exonomasis Gozmany & Vari, 1973
- Galachrysis Gozmany, 1968
- Graphidivalva Gozmany, 1965
- Infurcitinea Spuler, 1910
  - = Tineiforma Amsel, 1952
- Ischnoscia Meyrick, 1895
- Karsholtia Gaedike, 1986
- Lichenotinea Petersen, 1957
- Lysitona Meyrick, 1918
  - = Isozyga Meyrick, 1921
- Merunympha Gozmany, 1969
- Miarotagmata Gozmany & Vari, 1973
- Minicorona Gozmany & Vari, 1973
- Nannotinea Gozmany, 1966
- Nyctocyrmata Gozmany & Vari, 1973
- Oxymachaeris Walsingham, 1891
- Pachypsaltis Meyrick, 1914
- Phereoeca Hinton & Bradley, 1956
- Randominta Gozmány, 1976
- Stenoptinea Dietz, 1905
  - = Celestica Meyrick, 1917
- Tenaga Clemens, 1862
  - = Lichenovora Petersen, 1957
  - = Macraeola Meyrick, 1893

### Status onduidelijk
- Agoraula Meyrick, 1919
- Archimeessia Zagulajev, 1970
- Augolychna Meyrick, 1922
- Clinograptis Meyrick, 1932
- Criticonoma Meyrick, 1910
  - = Etnodona Meyrick, 1915
  - = Microsophista Meyrick, 1932
- Diachorisia Clemens, 1860
- Doleromorpha Braun, 1930
- Epactris Meyrick, 1905
- Heterostasis Gozmány, 1965
- Homosetia Clemens, 1863
  - = Pitys Chambers, 1873
  - = Semele Chambers, 1875
  - = Calostinea Dietz, 1905
- Homostinea Dietz, 1905
- Hybroma Clemens, 1862
- Isocorypha Dietz, 1905
- Leucomele Dietz, 1905
- Maculisclerotica Xiao & Li, 2009
- Matratinea Sziraki, 1990
- Mea Busck, 1906
  - = Progona Dietz, 1905 non Progona Berg, 1882 (Erebidae)
- Meneessia Zagulajev, 1974
- Montetinea G. Petersen, 1957
- Novotinea Amsel, 1938
- Oenoe Chambers, 1874
  - = Baeophylla Turner, 1933
- Omichlospora Meyrick, 1928
- Oxylychna Meyrick, 1916
- Pompostolella Fletcher, 1940
  - = Pompostola Meyrick, 1932 non Pompostola Hübner, 1819 (Thyrididae)
- Trissochyta Meyrick, 1921
- Unilepidotricha Xiao & Li, 2008
- Xeringinia Robinson & Nielsen, 1993